# WWE Superstar Shake-up 2019
Il WWE Superstar Shake-up 2019 è stato un evento della World Wrestling Entertainment svoltosi tra la puntata di Raw del 15 aprile 2019 e quella di SmackDown del 16 aprile 2019.

## Risultati

### 15 aprile 2019
| Lottatore                  | Passa a | Proviene da |
| -------------------------- | ------- | ----------- |
| The Miz                    | Raw     | SmackDown   |
| Rey Mysterio               | Raw     | SmackDown   |
| Jey Uso Jimmy Uso          | Raw     | SmackDown   |
| Naomi                      | Raw     | SmackDown   |
| Eric Young                 | Raw     | SmackDown   |
| AJ Styles                  | Raw     | SmackDown   |
| Cesaro                     | Raw     | SmackDown   |
| Samoa Joe                  | Raw     | SmackDown   |
| Karl Anderson Luke Gallows | Raw     | SmackDown   |

### 16 aprile 2019
| Lottatore    | Passa a   | Proviene da |
| ------------ | --------- | ----------- |
| Finn Bálor   | SmackDown | Raw         |
| Ember Moon   | SmackDown | Raw         |
| Bayley       | SmackDown | Raw         |
| Elias        | SmackDown | Raw         |
| Roman Reigns | SmackDown | Raw         |
| Mickie James | SmackDown | Raw         |
| Liv Morgan   | SmackDown | Raw         |
| Apollo Crews | SmackDown | Raw         |
| Chad Gable   | SmackDown | Raw         |
| Jinder Mahal | SmackDown | Raw         |